# شام

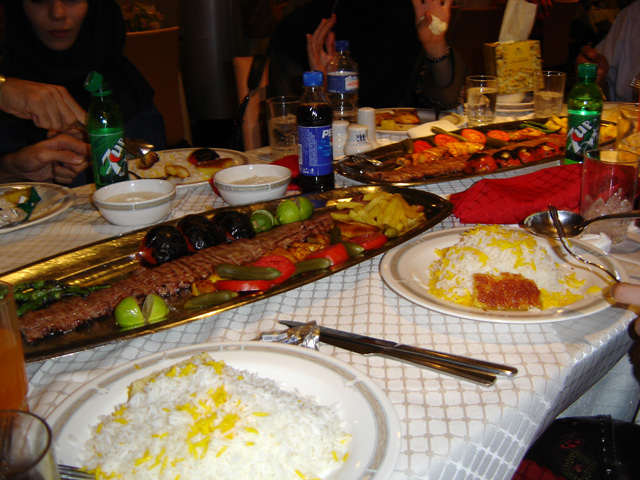
نمونه‌ای از خوراک ایرانی در یک چلوکبابی

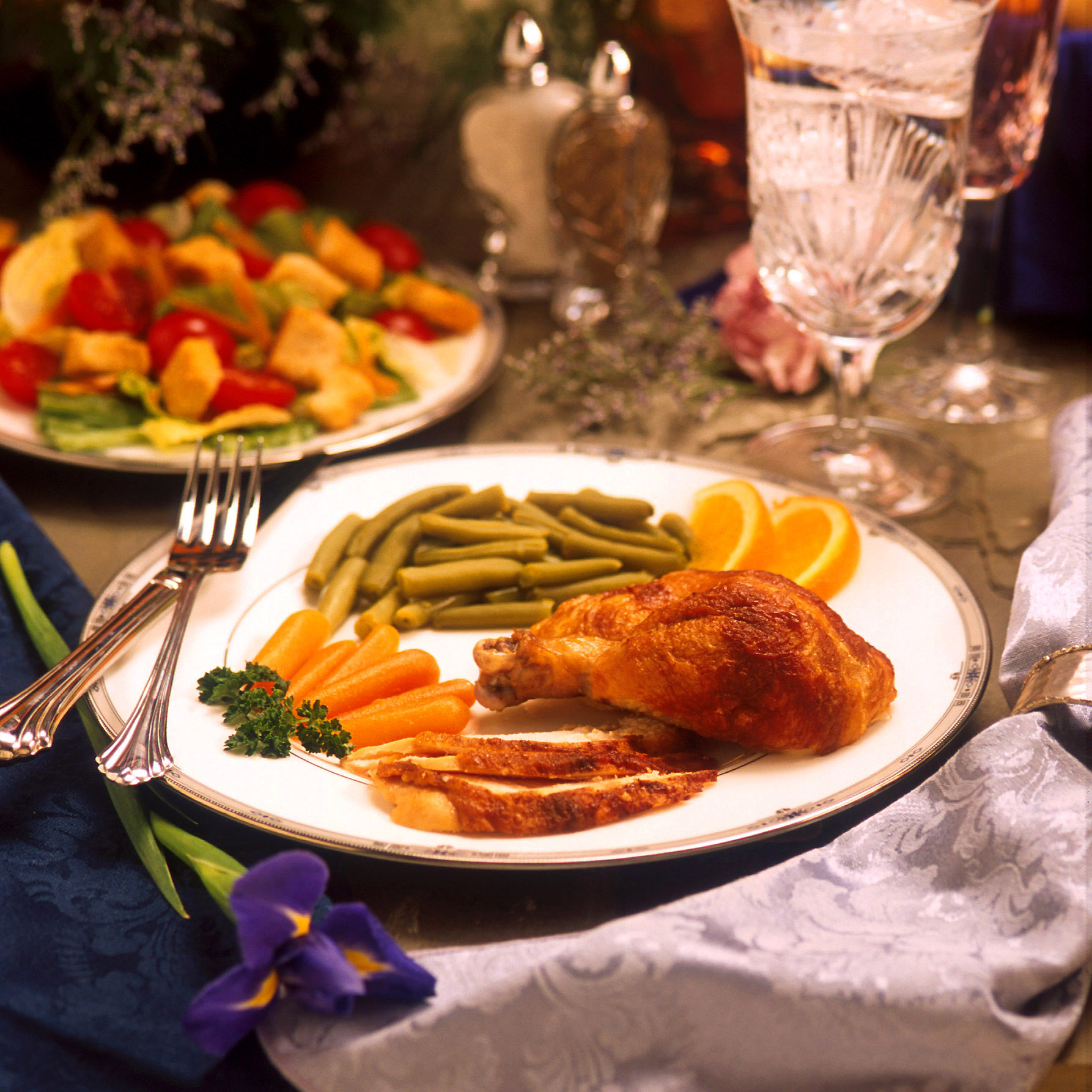
یک وعده شام به سبک آمریکایی

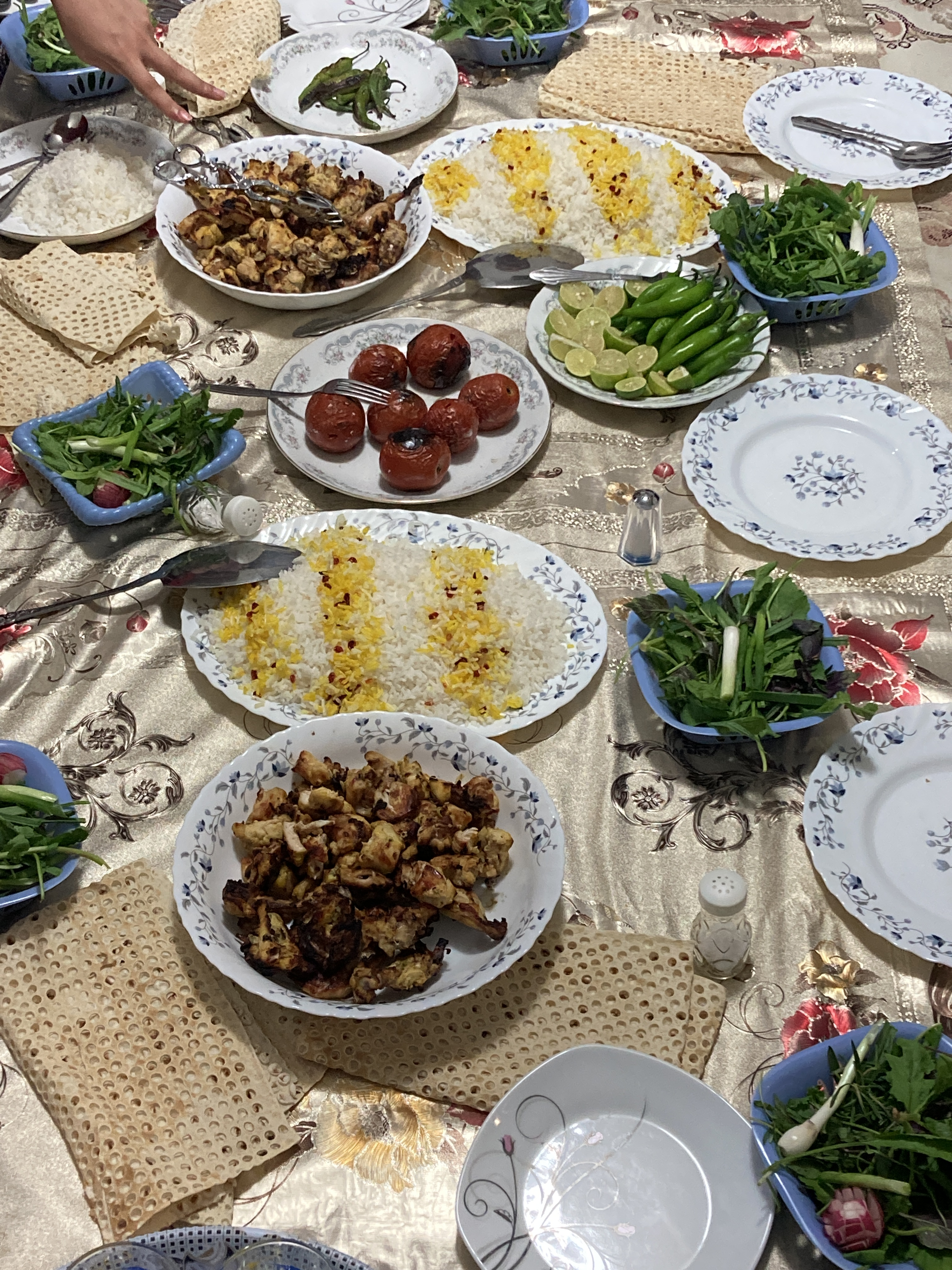
یک سفره شام ایرانی همراه با برنج، جوجه کباب، نان لواش و سبزی‌خوردن

شام یا نان شب خوراکی‌ای است که شب خورده می‌شود. شام سومین وعده اصلی غذایی انسان‌ها است و با توجه به فرهنگ مردم هر کشور، در ساعت‌های مخصوصی خورده می‌شود.
در وعده شام از انواع غذاها همچون گوشت و سبزیجات می‌توان استفاده کرد. خوردن دسر بعد از خوردن شام در بسیاری از فرهنگ‌ها مرسوم می‌باشد.
البته برخی افراد برای کاهش وزن، وعده غذایی شام را حذف می‌کنند که توسط متخصصان تغذیه توصیه نمی‌شود.

## واژه‌شناسی
شام واژه ای فارسی به معنی سرشب یا آغاز شب است.

## توصیه‌هایی در رابطه با شام
پر شدن ناگهانی حجم معده‌ای که ساعت‌های طولانی خالی مانده فشار زیادی را به قلب تحمیل می‌کند و اگر فرد سابقه بیماری قلبی داشته باشد، قلب در خونرسانی دچار مشکل می‌شود و سکته قلبی رخ می‌دهد. یکی از باورهای عموم مردم این است که بعد از غذا نباید حمّام رفت، زیرا احتمال از حال رفتن در حمام بالاست، این حرف تا حدی اساس علمی دارد. افراد مسن و کسانی‌که سرخرگ‌های اصلی خون‌رسان به مغز و شریان‌های گردن در آنها تنگ است، بهتر است حداقل تا ۳۰ دقیقه بعد از خوردن غذای سنگین، به حمّام نروند. زیرا بعد از خوردن غذای نسبتاً سنگین، خون به سمت دستگاه گوارش می‌رود و خون‌رسانی به مغز کاهش می‌یابد. حداقل نیم ساعت فاصله بین غذاخوردن و حمام قرار دهید، ورزش بعد از صرف شام نیز ممکن است به قلب افراد دچار بیماری‌های قلبی- عروقی، فشار وارد کند. مصرف غذای سنگین و ورزش فوری بعد از آن، این فشار را چند برابر می‌کند. اگر غذای سبکی خورده‌اید حداقل دو تا سه ساعت، و در صورت مصرف غذای سنگین، حدّاقل سه تا چهار ساعت، می‌باید از انجام ورزش و فعالیت بدنی، خودداری کنید و همچنین حداقل نیم یا یک ساعت بعد از صرف غذا پیاده‌روی طولانی نیز نکنید، تا هضم‌غذا بهتر صورت گیرد.

## نگارخانه

تقدیس شام آخر اثر سالوادور دالی
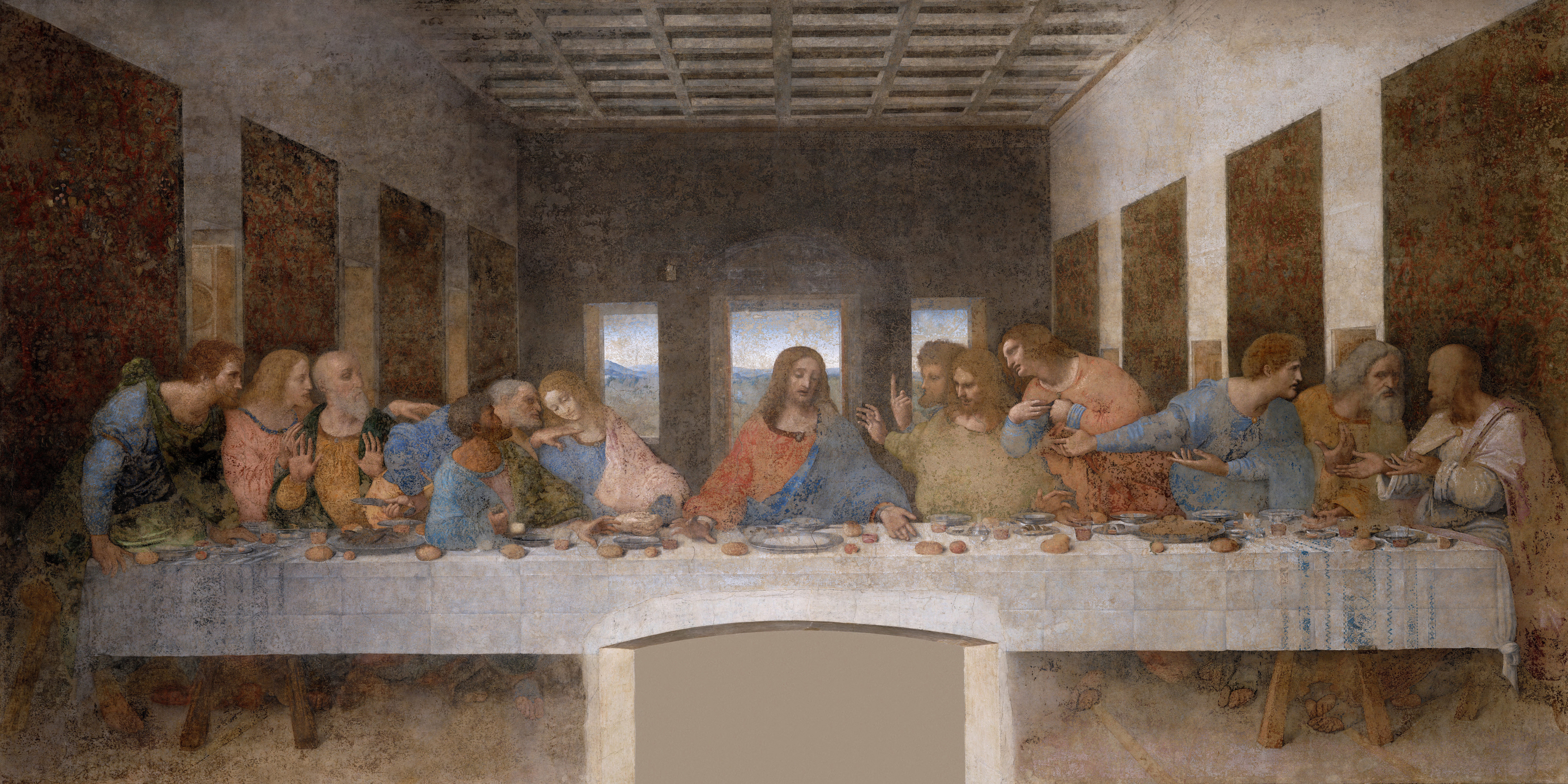
شام آخر (لئوناردو)